# Matt Walsh (cestista)
Matthew Vincent Walsh, detto Matt (Holland, 2 dicembre 1982), è un ex cestista statunitense, professionista nella NBA, in Grecia, Spagna e Belgio.

## Statistiche

### College
| Anno      | Squadra        | PG | PT | MP   | TC%  | 3P%  | TL%  | RP  | AP  | PRP | SP  | PP   |
| --------- | -------------- | -- | -- | ---- | ---- | ---- | ---- | --- | --- | --- | --- | ---- |
| 2002-2003 | Florida Gators | 33 | 33 | 29,2 | 46,7 | 43,2 | 73,9 | 4,7 | 3,1 | 1,5 | 0,4 | 12,2 |
| 2003-2004 | Florida Gators | 31 | 31 | 33,1 | 44,4 | 34,6 | 82,4 | 4,8 | 2,8 | 1,5 | 0,3 | 15,8 |
| 2004-2005 | Florida Gators | 28 | 24 | 29,9 | 45,3 | 42,6 | 82,1 | 3,6 | 3,0 | 1,0 | 0,3 | 14,6 |
| Carriera  | Carriera       | 92 | 88 | 30,7 | 45,4 | 39,8 | 79,6 | 4,4 | 3,0 | 1,4 | 0,3 | 14,1 |

### NBA

#### Regular Season
| Anno      | Squadra    | PG | PT | MP  | TC% | 3P% | TL% | RP  | AP  | PRP | SP  | PP  |
| --------- | ---------- | -- | -- | --- | --- | --- | --- | --- | --- | --- | --- | --- |
| 2005-2006 | Miami Heat | 2  | 0  | 1,5 | 100 | -   | 0,0 | 0,0 | 0,0 | 0,0 | 0,0 | 1,0 |
| Carriera  | Carriera   | 2  | 0  | 1,5 | 100 | -   | 0,0 | 0,0 | 0,0 | 0,0 | 0,0 | 1,0 |

## Palmarès
- Campionato belga: 2

Spirou Charleroi: 2007-08, 2008-09
- Campionato tedesco: 1

Brose Bamberg: 2012-13
- Coppa del Belgio: 1

Spirou Charleroi: 2009
- Coppa di Slovenia: 1

Union Olimpija: 2010
- Supercoppa slovena: 1

Union Olimpija: 2009